# Thomas Hänseroth
Thomas Hänseroth (* 14. November 1952 in Meißen) ist ein deutscher Technikhistoriker.

## Leben
Hänseroth absolvierte zwischen 1973 und 1977 ein Studium des Wirtschaftsingenieurwesens und Bauwesens an der Technischen Universität Dresden, das er mit einem Diplom abschloss. Dem folgte ein dreijähriges Forschungsstudium der Technik- und Wirtschaftsgeschichte an der TU Dresden. Von 1980 bis 1989 war Hänseroth als Wissenschaftlicher Assistent am Wissenschaftsbereich Geschichte der Produktivkräfte der Sektion Philosophie und Kulturwissenschaften der TU Dresden tätig. Währenddessen erfolgte 1984 seine Promotion A und Promotion B, die 1991 in eine Habilitation umgewandelt wurde. Nach der Wiedervereinigung war er zunächst kommissarischer Direktor des Instituts für Geschichte der Technik und der Technikwissenschaften an der TU Dresden. Seit 1993 hat Hänseroth die Professur für Technik- und Technikwissenschaftsgeschichte an der TU Dresden inne und gibt im Auftrag des Rektors der TU Dresden die 1980 durch Rolf Sonnemann begründete Zeitschrift „Dresdener Beiträge zur Geschichte der Technikwissenschaften“ heraus, der ersten Fachzeitschrift, die der Historiografie der Technikwissenschaft verpflichtet ist.

## Forschungstätigkeit
In seinen Forschungen beschäftigt sich Hänseroth hauptsächlich mit der Professionalisierung des Ingenieurwesens, der vergleichenden historischen Innovationsforschung, der vergleichenden Geschichte von Technik und Wissenschaft im Nationalsozialismus und in der DDR, der Technik-, Wirtschafts- und Industriegeschichte Sachsens sowie der Baugeschichte.
So leitete Hänseroth von 2009 bis 2014 das technikgeschichtliche Teilprojekt „Das Fortschrittsversprechen von Technik und Altruismusbehauptung der Ingenieure in der technokratischen Hochmoderne (ca. 1880–1970)“ im Rahmen des an der TU Dresden angesiedelten Sonderforschungsbereichs „Transzendenz und Gemeinsinn“ der Deutschen Forschungsgemeinschaft (DFG). Ergebnisse wurden z. B. im Heft Nr. 33 (2012) der Dresdener Beiträge zur Geschichte der Technikwissenschaften publiziert. Zu diesem Themenkreis gaben Uwe Fraunholz und Sylvia Wölfel 2012 aus Anlass des 60. Geburtstages von Hänseroth den Sammelband über Ingenieure in der technokratischen Hochmoderne heraus, zu dem u. a. Helmuth Albrecht, Gerhard Barkleit, Reinhold Bauer, Günter Bayerl, Manfred Curbach, Matthias Heymann, Wolfgang König, Karl-Eugen Kurrer, Helmut Lackner und Klaus Mauersberger beitrugen.

## Werke (Auswahl)

### Autor
- Der Aufbruch zum modernen Bauwesen. Zur Geschichte des industriellen Bauens, dargestellt am Beispiel der Entwicklung des Montagebaus von der industriellen Revolution bis zu den frühen dreißiger Jahren des 20. Jahrhunderts. TU, Dresden 1984 (Dissertation B).

### Herausgeber
- Technik und Wissenschaft als produktive Kräfte in der Geschichte. Rolf Sonnemann zum 70. Geburtstag. Institut für Geschichte der Technik und Technikwissenschaft, Dresden 1998.
- Geschichte des sächsischen Werkzeugmaschinenbaus im Industriezeitalter. Verein für Sächsische Landesgeschichte, Dresden 2000 (= Saxonia. Bd. 6).
- Elektrotechnik und Informationstechnik an der TU Dresden in der DDR. Technische Universität, Dresden 2000, OCLC 174890038.
- Innovationskulturen und Fortschrittserwartungen im geteilten Deutschland. Böhlau, Köln 2001, ISBN 3-412-07101-3.
- Maschinenwesen an der TU Dresden zwischen Wissenschaft und Praxis von 1945 bis zur Gegenwart. Technische Universität, Dresden 2001, ISBN 3-86005-279-9.

## Nachweise
1. ↑  Thomas Hänseroth, Uwe Fraunholz (Hrsg.): Transzendenz und Gemeinsinn (= Dresdener Beiträge zur Geschichte der Technikwissenschaften. Nr. 33), 2012.
2. ↑  Uwe Fraunholz, Sylvia Wölfel (Hrsg.): Ingenieure in der technokratischen Hochmoderne. Waxmann Verlag, Münster/New York/München/Berlin 2012, ISBN 978-3-8309-2771-6.

| Personendaten    | Personendaten               |
| ---------------- | --------------------------- |
| NAME             | Hänseroth, Thomas           |
| KURZBESCHREIBUNG | deutscher Technikhistoriker |
| GEBURTSDATUM     | 14. November 1952           |
| GEBURTSORT       | Meißen                      |